# Квадратне рівняння
Квадра́тне рівня́ння — алгебраїчне рівняння виду:
{\displaystyle ax^{2}+bx+c=0,} де {\displaystyle a\neq 0},
де x є невідомою змінною, а a, b, і c є сталими відомими числами, такими що a не дорівнює нулю 0. Якщо a = 0, тоді рівняння буде лінійним, а не квадратним рівнянням. Числа a, b, і c є коефіцієнтами рівняння, і аби розрізнити їх можна називати відповідно, квадратичним коефіцієнтом, лінійним коефіцієнтом і вільною сталою.
Квадратне рівняння можна розв'язати за допомогою процедури розкладання на множники, методу виділення квадрата, за допомогою побудови графіка функції, або з використанням квадратичної формули, що є загальним розв'язком цього рівняння:
{\displaystyle x_{1,2}={\frac {-b\pm {\sqrt {b^{2}-4ac}}}{2a}}.}
Рішення задачі, еквівалентної квадратному рівнянню були відомі ще в 2000 році до нашої ери.

## Перші згадки
Стародавній Вавилон
Уже в другому тисячолітті до нашої ери вавилоняни знали, як розв'язувати квадратні рівняння. Розв'язання їх в Стародавньому Вавилоні було тісно пов'язане з практичними завданнями, в основному такими, як обчислення площі земельних ділянок, земельні роботи, пов'язані з військовими потребами; наявність цих знань також обумовлена розвитком математики та астрономії взагалі. Були відомі способи розв'язання як повних, так і неповних квадратних рівнянь.
Наведемо приклад квадратного рівняння, які розв'язувалися в Стародавньому Вавилоні, використовуючи сучасний алгебраїчний запис:
{\displaystyle x^{2}+x=3/4}
Правила розв'язування квадратних рівнянь багато в чому аналогічні сучасним, проте в вавилонських текстах не зафіксовано міркування, шляхом яких ці правила були отримані.

## Загальні відомості
Квадратні рівняння є різновидом рівнянь другого степеня з однією змінною. Числа {\displaystyle \ a,b,c} — його коефіцієнти, при чому {\displaystyle \ a} також називається першим коефіцієнтом, {\displaystyle \ b} — другим, {\displaystyle \ c} — вільним членом. Будь-яке квадратне рівняння з дійсними коефіцієнтами має
- або два різних дійсних корені,
- або два однакові дійсних корені (тобто, по суті, один),
- або взагалі не має дійсних коренів, а має два комплексні корені.

(Зазвичай, коли кажуть, що коренів немає, то мається на увазі, що немає дійсних коренів: в такому разі обидва корені є комплексними. Вони позначаються як {\displaystyle x_{1}} та {\displaystyle x_{2}} або, якщо йдеться про обидва корені одночасно, то {\displaystyle x_{1,2}.} В деякій літературі зустрічається ще й таке позначення: {\displaystyle x_{+}} і {\displaystyle x_{-}.}.)

## Неповні квадратні рівняння
Згідно з означенням, перший коефіцієнт квадратного рівняння не може дорівнювати нулю: якщо {\displaystyle \ a=0}, то {\displaystyle \ ax^{2}+bx+c=0} перетворюється у лінійне рівняння {\displaystyle \ bx+c=0}.
Якщо хоч один коефіцієнт {\displaystyle \ b} або {\displaystyle \ c} дорівнює нулю, то квадратне рівняння називається непо́вним.

### Розв'язування неповних квадратних рівнянь
- {\displaystyle ax^{2}=0} рівносильне рівнянню {\displaystyle x^{2}=0} і тому завжди має тільки один корінь {\displaystyle x=0}.
- {\displaystyle ax^{2}+bx=0} розв'язується винесенням за дужки {\displaystyle x}: {\displaystyle x(ax+b)=0}. Таке рівняння має два корені: {\displaystyle x_{1}=0,x_{2}=-b/a}
- {\displaystyle ax^{2}+c=0} рівносильне рівнянню {\displaystyle x^{2}=-c/a}. Якщо {\displaystyle -c/a>0}, воно має два дійсних розв'язки, якщо {\displaystyle -c/a<0} — жодного дійсного.

## Зведені квадратні рівняння
Зведеними називаються такі квадратні рівняння, у яких перший коефіцієнт дорівнює одиниці {\displaystyle (a=1)}. Будь-яке квадратне рівняння можна перетворити у зведене, іншими словами, звести його. Для цього треба обидві частини рівняння поділити на {\displaystyle a}:
{\displaystyle x^{2}+{\frac {b}{a}}x+{\frac {c}{a}}=0.}

## Повне квадратне рівняння
Повним називається таке квадратне рівняння, у якому жодний з коефіцієнтів {\displaystyle a,b,c} не дорівнює нулю.

### Виділення квадрату
Для зведеного квадратного рівняння
{\displaystyle x^{2}+{\frac {b}{a}}x+{\frac {c}{a}}=0.}
використаємо формулу скороченого множення про квадрат суми, щоб позбутись доданка з першим степенем:
{\displaystyle \left(x+{\frac {b}{2a}}\right)^{2}={\frac {b^{2}-4ac}{4a^{2}}}.}

### Дискримінант
Оскільки {\displaystyle 4a^{2}>0,} то кількість коренів залежить тільки від знаку чисельника правої частини
{\displaystyle D=b^{2}-4ac}
який називають дискриміна́нтом (лат. diskriminans — розрізняючий), та позначають латинською літерою {\displaystyle D}.

### Формула
Якщо {\displaystyle D>0}, то квадратне рівняння рівносильне рівнянню {\displaystyle (2ax+b)^{2}=\left({\sqrt {D}}\right)^{2}}, звідки
{\displaystyle 2ax+b={\sqrt {D}},\qquad x={\frac {-b+{\sqrt {D}}}{2a}},}
або
{\displaystyle 2ax+b=-{\sqrt {D}},\qquad x={\frac {-b-{\sqrt {D}}}{2a}}.}
У цьому випадку дане рівняння має два корені, які відрізняються лише знаком перед {\displaystyle {\sqrt {D}}}. Коротко ці корені записують так:
{\displaystyle x_{1,2}={\frac {-b\pm {\sqrt {D}}}{2a}}}, де {\displaystyle D=b^{2}-4ac\qquad (1).}
Якщо {\displaystyle D=0}, то {\displaystyle 2ax+b=0}, звідки {\displaystyle x=-{\frac {b}{2a}}} — єдиний корінь (точніше — два однакові корені)
У випадку, якщо дискримінант менший за нуль, то дане рівняння не має дійсних коренів. Але при цьому є можливість знайти два комплексних корені за формулою (1) або, скориставшись наступною формулою, щоб не добувати корінь з від'ємного числа:
{\displaystyle x_{1,2}={\frac {-b\pm i\cdot {\sqrt {-b^{2}+4ac}}}{2a}}.}
Якщо коефіцієнти в рівнянні мають великі числові значення для уникнення довгих розрахунків можна скористатися формулою:
{\displaystyle x_{1,2}={\frac {-k\pm {\sqrt {k^{2}-ac}}}{a}},} де :{\displaystyle k={\frac {b}{2}}.}
Приклад:
{\displaystyle 2x^{2}+3x-5=0.}
{\displaystyle a=2} {\displaystyle b=3} {\displaystyle c=-5}
{\displaystyle D=3^{2}-4\cdot 2\cdot (-5)=9+40=49=7^{2}}
У цьому випадку дане рівняння має два корені, які відрізняються лише знаком перед {\displaystyle {\sqrt {D}}}
{\displaystyle x_{1}={\frac {-3-7}{4}}=-2,5}
{\displaystyle x_{2}={\frac {-3+7}{4}}=1}

## Теорема Вієта
Якщо зведене квадратне рівняння має два корені, то їх сума дорівнює другому коефіцієнтові рівняння, взятому з протилежним знаком, а добуток — вільному члену. Для прикладу візьмемо зведене рівняння {\displaystyle x^{2}+{\frac {b}{a}}x+{\frac {c}{a}}=0} і позначимо {\displaystyle {\frac {b}{a}}} через {\displaystyle p,} а {\displaystyle {\frac {c}{a}}} через {\displaystyle q.} Тоді воно матиме такий вигляд:
{\displaystyle x^{2}+px+q=0,}
отже за теоремою Вієта:
{\displaystyle x_{1}+x_{2}=-p,}
{\displaystyle x_{1}\cdot x_{2}=q.}

### Доведення
Якщо рівняння {\displaystyle x^{2}+px+q=0} має корені {\displaystyle x_{1}} і {\displaystyle x_{2},} то їх можна знаходити за формулами:
{\displaystyle x_{1}={\frac {-p-{\sqrt {p^{2}-4q}}}{2}}} і {\displaystyle x_{2}={\frac {-p+{\sqrt {p^{2}-4q}}}{2}}.}
При додаванні та множенні коренів отримуємо відповідно:
{\displaystyle x_{1}+x_{2}={\frac {-p-{\sqrt {p^{2}-4q}}}{2}}+{\frac {-p+{\sqrt {p^{2}-4q}}}{2}}=-p,}
{\displaystyle x_{1}\cdot x_{2}={\frac {-p-{\sqrt {p^{2}-4q}}}{2}}*{\frac {-p+{\sqrt {p^{2}-4q}}}{2}}=q.}

### Теорема обернена до теореми Вієта
Якщо сума і добуток чисел {\displaystyle m} і {\displaystyle n} дорівнюють відповідно {\displaystyle -p} і {\displaystyle q}, то {\displaystyle m} і {\displaystyle n} — корені рівняння {\displaystyle x^{2}+px+q=0.}

### Використання теореми Вієта та оберненої до неї
Використовуючи теорему Вієта можна перевіряти правильність розв'язання квадратних рівнянь. А користуючись оберненою теоремою, можна навіть усно розв'язувати більшість зведених рівнянь. Для прикладу розв'яжемо таке рівняння:
{\displaystyle 2x^{2}+16x+14=0.}
Щоб звести рівняння поділимо його на 2 (незведене рівняння матиме такі ж корені, як і зведене)
{\displaystyle x^{2}+8x+7=0.}
Оскільки 7 (вільний член) — це добуток коренів рівняння, то коренями має бути пара чисел 7 та 1 або −7 та −1. Так як сума коренів дорівнює −8 (другий коефіцієнт з протилежним знаком), то шукана пара — −7 і −1. Отже:
{\displaystyle x_{1}=-7,\quad x_{2}=-1.}

## Інші методи розв'язування
Для знаходження коренів існують формули, які можуть стати в пригоді у деяких окремих випадках. Так, наприклад, формулу
{\displaystyle x_{1,2}=-{\frac {p}{2}}\pm {\sqrt {\left({\frac {p}{2}}\right)^{2}-q}}}
зручно використовувати при парному p. Її перевага полягає в непотрібності окремого знаходження дискримінанта, що значно спрощує необхідні обчислення.
Також поширеною є формула
{\displaystyle x_{1,2}={\frac {2c}{-b\pm {\sqrt {b^{2}-4ac}}}}\qquad (2),}
але суттєвим її недоліком є неможливість отримати два корені при {\displaystyle c=0}. Тобто у випадку відсутності вільного члена з її допомогою не вдасться добути другий корінь (перший дорівнюватиме нулю). Цю проблему можна вирішити використовуючи змішаний вигляд вищезазначеної формули:
{\displaystyle x_{1}={\frac {-b-\operatorname {sgn} b\,{\sqrt {b^{2}-4ac}}}{2a}},}
{\displaystyle x_{2}={\frac {c}{ax_{1}}},}
де {\displaystyle \operatorname {sgn} b} — sign-функція. Цей спосіб розв'язування рівнянь дещо простіший за звичайний метод і позбавлений недоліку формули (2).

### Аналітична геометрія
Корені рівняння
{\displaystyle ax^{2}+bx+c=0}
є також нулями функції
{\displaystyle f(x)=ax^{2}+bx+c.}

Графік функції y = x^{2} − x − 2 перетинає вісь абсцис у точках з координатами, що дорівнюють кореням рівняння x^{2} − x − 2 = 0

В точках перетину її графіка з віссю абсцис значення x-координати дорівнюватиме кореням рівняння. У випадку, коли дискримінант цього рівняння більший нуля, графік перетинається з віссю у двох точках; коли {\displaystyle D=0}, графік дотикається до неї в одній точці; якщо ж дискримінант менший за нуль, графік не перетинає вісь Ox взагалі.

### Факторизація
Ліва частина квадратного рівняння, яка також називається квадратним тричленом, може бути розкладена на множники за такою формулою:

{\displaystyle ax^{2}+bx+c=a(x-x_{1})(x-x_{2})}, де {\displaystyle x_{1},x_{2}} — корені цього рівняння.

### Доповнення до квадрата
В процесі доповнення до квадрата використовують алгебраїчне рівняння
{\displaystyle x^{2}+2hx+h^{2}=(x+h)^{2},}
яке визначає чітко визначений алгоритм, який можна використати для розв'язку квадратного рівняння. Розпочнемо із квадратного рівняння наступної форми, ax2 + bx + c = 0
1. Розділимо кожну його частину на a, коефіцієнт при квадратному члені рівняння.
2. Віднімемо сталу c/a з обох частин рівняння.
3. Додайте квадрат половини значення b/a, коефіцієнта при x, до обох частин рівняння. Це «доповнює квадрат», перетворюючи ліву частину у ідеальний квадрат.
4. Перепишіть ліву частину у вигляді квадрата і спростіть праву частину при необхідності.
5. Отримаємо два лінійні рівняння прирівнявши квадратний корінь у лівій частині із додатнім і від'ємним квадратним коренями правої частини.
6. Знайдемо розв'язок двох лінійних рівнянь.

Наведемо приклад роботи алгоритму, розв'язавши рівняння 2x2 + 4x − 4 = 0
{\displaystyle 1)\ x^{2}+2x-2=0}
{\displaystyle 2)\ x^{2}+2x=2}
{\displaystyle 3)\ x^{2}+2x+1=2+1}
{\displaystyle 4)\ \left(x+1\right)^{2}=3}
{\displaystyle 5)\ x+1=\pm {\sqrt {3}}}
{\displaystyle 6)\ x=-1\pm {\sqrt {3}}}
Подвійний знак плюс-мінус «±» означає, що обидва варіанти x = −1 + √3 і x = −1 − √3 є розв'язками квадратного рівняння.

## Рівняння, що зводяться до квадратних
До квадратних можна звести біквадратне, а також будь-яке рівняння виду {\displaystyle ax^{2n}+bx^{n}+c=0}, зробивши заміну {\displaystyle t=x^{n}}. Для прикладу розв'яжемо наступне рівняння:
{\displaystyle 3x^{6}-21x^{3}+30=0.}
Зробимо заміну {\displaystyle t=x^{3}}:
{\displaystyle 3t^{2}-21t+30=0.}
Це звичайне квадратне рівняння, корені якого знайдемо за формулою (2):
{\displaystyle t_{1}={\frac {2\cdot 30}{21+{\sqrt {(-21)^{2}-4\cdot 3\cdot 30}}}}={\frac {60}{21+{\sqrt {441-360}}}}={\frac {60}{30}}=2,}
{\displaystyle t_{2}={\frac {2\cdot 30}{21-{\sqrt {(-21)^{2}-4\cdot 3\cdot 30}}}}={\frac {60}{21-{\sqrt {441-360}}}}={\frac {60}{12}}=5.}
Маючи значення {\displaystyle t} легко знайти корені початкового рівняння:
{\displaystyle x_{1}={\sqrt[{3}]{t_{1}}}={\sqrt[{3}]{2}},}
{\displaystyle x_{2}={\sqrt[{3}]{t_{2}}}={\sqrt[{3}]{5}}.}

## Приклади і застосування

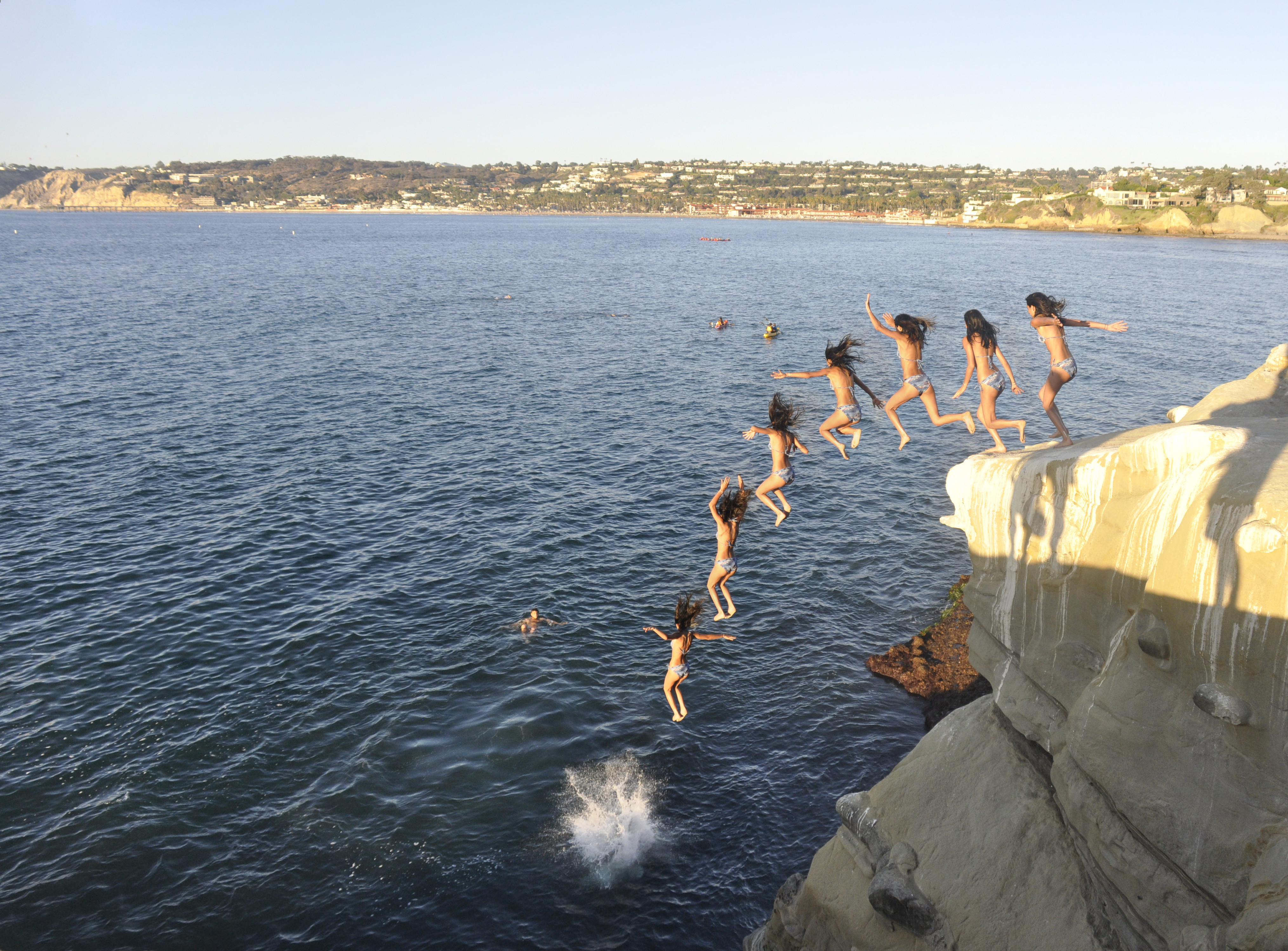
Траєкторія польоту при стрибанні з кручі у воду параболічна, оскільки горизонтальне переміщення є лінійною функцією від часу, а вертикальне переміщення є квадратичною функцією від часу. В результаті, шлях буде задаватися квадратним рівнянням, де і — горизонтальна і вертикальна компоненти початкової швидкості, a є гравітаційним прискоренням, а h є початковою висотою. Значення a слід задавати від'ємним, оскільки напрям падіння (вниз) є протилежним до вимірювання висоти (вгору).

Золотий перетин можна знайти як додатній розв'язок квадратного рівняння {\displaystyle x^{2}-x-1=0}.
Рівняння кола і інших конічних перетинів — еліпса, параболи, і гіперболи — є квадратними рівняннями двох змінних.
При відомому косинусі або синусі кута, знайти косинус або синус половини цього кута можна за допомогою вирішення квадратного рівняння.
Теорема Декарта стверджує, що для будь-яких чотирьох взаємно дотичних кіл, їх радіуси задовольнятимуть певному квадратному рівнянню.
Теоремою Фаусса визначається рівняння, яке задає співвідношення між радіусом кола вписаного в біцентричний чотирикутник і радіусом описаного кола та відстанню між центрами цих кіл. Рівняння можна представити у вигляді квадратного рівняння, в якому розв'язком буде відстань між двома центрами кіл із заданими радіусами. Іншим розв'язком того ж рівняння, при відповідних радіусах дасть відстань між центрами описаного кола і зовнішнього кола зовні-описаного чотирикутника.

## Історія
Стародавня Греція
У стародавній Греції квадратні рівняння розв'язувалися за допомогою геометричних побудов. Методи, які не пов'язувалися з геометрією, вперше наводить Діофант Александрійський у III ст. У своїх книгах «Арифметика» він наводить приклади розв'язування неповних квадратних рівнянь. Його книги з описом способів розв'язування повних квадратних рівнянь до нашого часу не збереглися.
Індія
Завдання, які розв'язувалися за допомогою квадратних рівнянь, зустрічаються в трактаті з астрономії «Аріабхаттіам», написаним індійським астрономом і математиком Аріабхатою І в 499 році нашої ери. Один з перших відомих висновків формули коренів квадратного рівняння належить індійському вченому Брамагупті (близько 598 р.) [1]; Брамагупта виклав універсальне правило розв'язування квадратного рівняння, зведеного до канонічного вигляду: {\displaystyle ax^{2}+bx+c=0,}причому передбачалося, що в ньому всі коефіцієнти, крім {\displaystyle a}, можуть бути від'ємними. Сформульоване вченим правило по своїй суті збігається з сучасним.
Аль-Хорезмі описав алгоритм знаходження коренів всіх шести підвидів квадратного рівняння.
Європа
Загальне правило розв'язування квадратних рівнянь було сформоване німецьким математиком М. Штифелем (1487 — 1567). Виведенням формули загального розв'язку квадратних рівнянь займався Франсуа Вієт. Він же й вивів формули залежності коренів рівняння від коефіцієнтів у 1591 році. Після праць нідерландського математика А. Жирара (1595 — 1632), а також Декарта і Ньютона спосіб розв'язування квадратних рівнянь набув сучасного вигляду.